# Henschel & Sohn

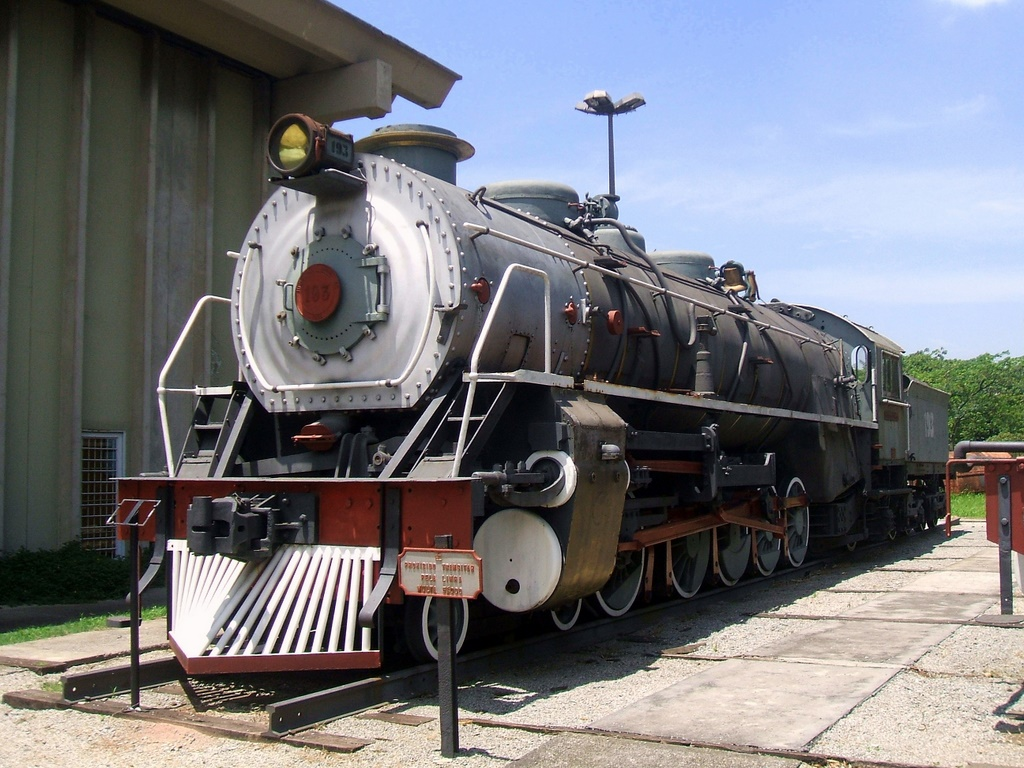
Locomotiva a vapor Henschel & Sohn, no Museu da Tecnologia de São Paulo.

Henschel & Sohn é uma empresa alemã com sede em Kassel que produz locomotivas, caminhões, ônibus, aeronaves, veículos armados e armas. Foi fundada por Georg Christian Carl Henschel em 1810.

## Aviões
- Henschel Hs 121
- Henschel Hs 123
- Henschel Hs 124
- Henschel Hs 125
- Henschel Hs 126
- Henschel Hs 127
- Henschel Hs 129
- Henschel Hs 130
- Henschel Hs 132